# Dorette Wellenkamp
Dorette Wellenkamp, Geburtsname Dorette Holst (geboren 4. Oktober 1824 in Culpin bei Ratzeburg; gestorben 2. November 1904 Altona) war eine deutsche Schriftstellerin und niederdeutsche Lyrikerin.

## Leben

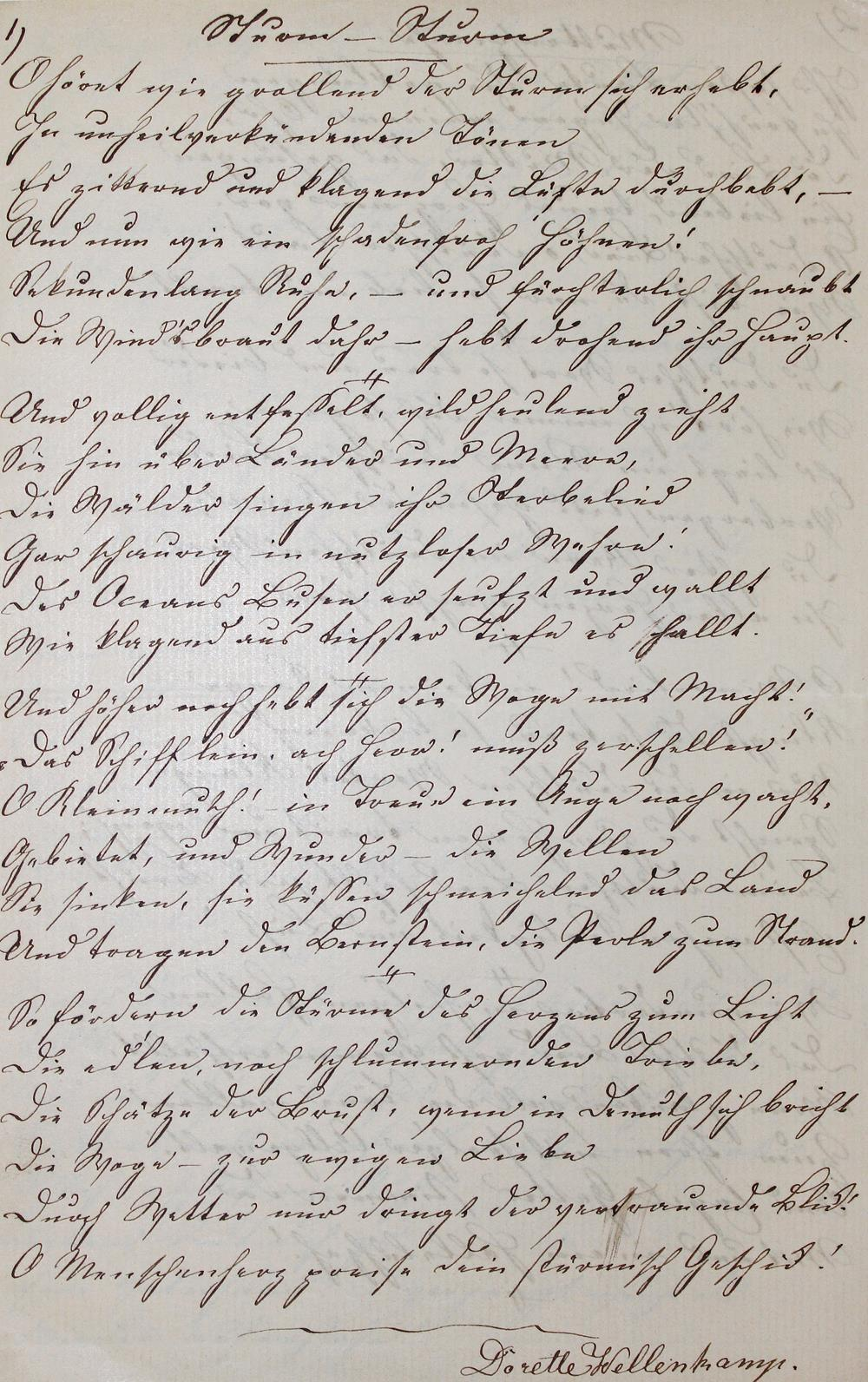
Handschriftlich verfasste Gedichte mit Unterschrift Wellenkamps

Dorette Wellenkamp wurde am  4. Oktober 1824 als Tochter des Hofbesitzers Holst auf dem adeligen Gut Culpin geboren. Mit ihren Eltern übersiedelte sie im Alter von 7 Jahren auf ein größeres Gut im Osten Holsteins über.
In ihrer als glücklich beschriebenen Kindheit und Jugend lebte sie drei Jahre bei Verwandten in Lübeck, wo sie sich – ergänzend zu ihrer einseitigen Erziehung durch Hauslehrer und Erzieherinnen – autodidaktisch vor allem in das Studium der Klassiker vertiefte.
Im „Dezember 1847 (nicht 1848)“ heiratete sie in Eilbeck bei Hamburg den Besitzer einer Färberei, „E. Wellenkamp“, genauer Eduard August Wellenkamp (geboren 1807 in Osnabrück; gestorben in Hamburg 1884). Der Eheschließung folgten zunächst „häusliche Pflichten, körperliche Schwäche und allerlei Sorgen“. Erst im Zuge der Entstehung der Deutschen Nation begann sie in „Begeisterung für die deutsche Sache“ mit der Veröffentlichung patriotischer Weisen. Vor allem diejenige An Deutschlands Frauen fand große Beachtung und ermöglichte ihr lyrische und dialektische – plattdeutsche – Publikationen als Mitarbeiterin in Zeitschriften und Tagesblättern.
Nach dem Tod ihres Ehemannes lebte Wellenkamp lange als Witwe im Haus Mühlendamm 37 in Hamburg. Am  2. November 1904 starb sie im Alter von 80 Jahren in Altona.

## Bildnis Dorette Wellenkamp
Die Staatsbibliothek Berlin ist im Besitz eines Einblattdruckes mit einer Abbildung der Schriftstellerin unter dem – fingierten – Titel „Bildnis Dorette Wellenkamp“.

## Schriften (Auswahl)
- An Deutschlands Frauen
- Sammlung von plattdeutschen Dichtungen für Polterabend und Hochzeit. Nebst einem Anhang von Julklapp-Versen als Begleiter von Geschenken. Von Lina Graff, hrsg. von D. Wellenkamp, Erfurt: Bartholomäus, [um 1883]
- Biller ut'n Leben. Geschichten un Gedichten in uns leev ol Modersprak. Schles-Holsteinsche Dialect-Dichtung. Von Dorette Wellenkamp, Großenhain in Sachsen: Baumert & Ronge, [1886]
- To Pulterabend un Hochtied. Plattdeutsche Dichtungen für Polterabend und Hochzeit. Herausgegeben von D. Wellenkamp u. A., 3 Bände, Erfurt: F. Bartholomäus, [1901]